# Lillträsket (Råneå socken, Norrbotten, 735070-179183)
Lillträsket är en sjö i Luleå kommun i Norrbotten och ingår i Vitåns huvudavrinningsområde. Sjön har en area på 0,0801 kvadratkilometer och ligger 140 meter över havet.

## Delavrinningsområde
Lillträsket ingår i det delavrinningsområde (735104-179082) som SMHI kallar för Mynnar i Kvarnselet. Medelhöjden är 146 meter över havet och ytan är 2,48 kvadratkilometer. Det finns ett avrinningsområde uppströms, och räknas det in blir den ackumulerade arean 49,96 kvadratkilometer. Kvarnån som avvattnar avrinningsområdet har biflödesordning 2, vilket innebär att vattnet flödar genom totalt 2 vattendrag innan det når havet efter 39 kilometer. Avrinningsområdet består mestadels av skog (68 procent) och sankmarker (25 procent). Avrinningsområdet har 0,08 kvadratkilometer vattenytor vilket ger det en sjöprocent på 3,2 procent.